# Poiana (okręg Hunedoara)
Poiana – wieś w Rumunii, w okręgu Hunedoara, w gminie Balșa. W 2011 roku liczyła 89 mieszkańców.